# Parc naturel régional de la Forêt d'Orient
Ne doit pas être confondu avec Parc national de forêts.
 (novembre 2024).
Si vous disposez d'ouvrages ou d'articles de référence ou si vous connaissez des sites web de qualité traitant du thème abordé ici, merci de compléter l'article en donnant les références utiles à sa vérifiabilité et en les liant à la section « Notes et références ».
Le parc naturel régional de la Forêt d'Orient est un parc naturel régional français situé dans le département de l'Aube.
Créé en 1970, il est l'un des cinq premiers parcs naturels régionaux créés en France.

## Géographie

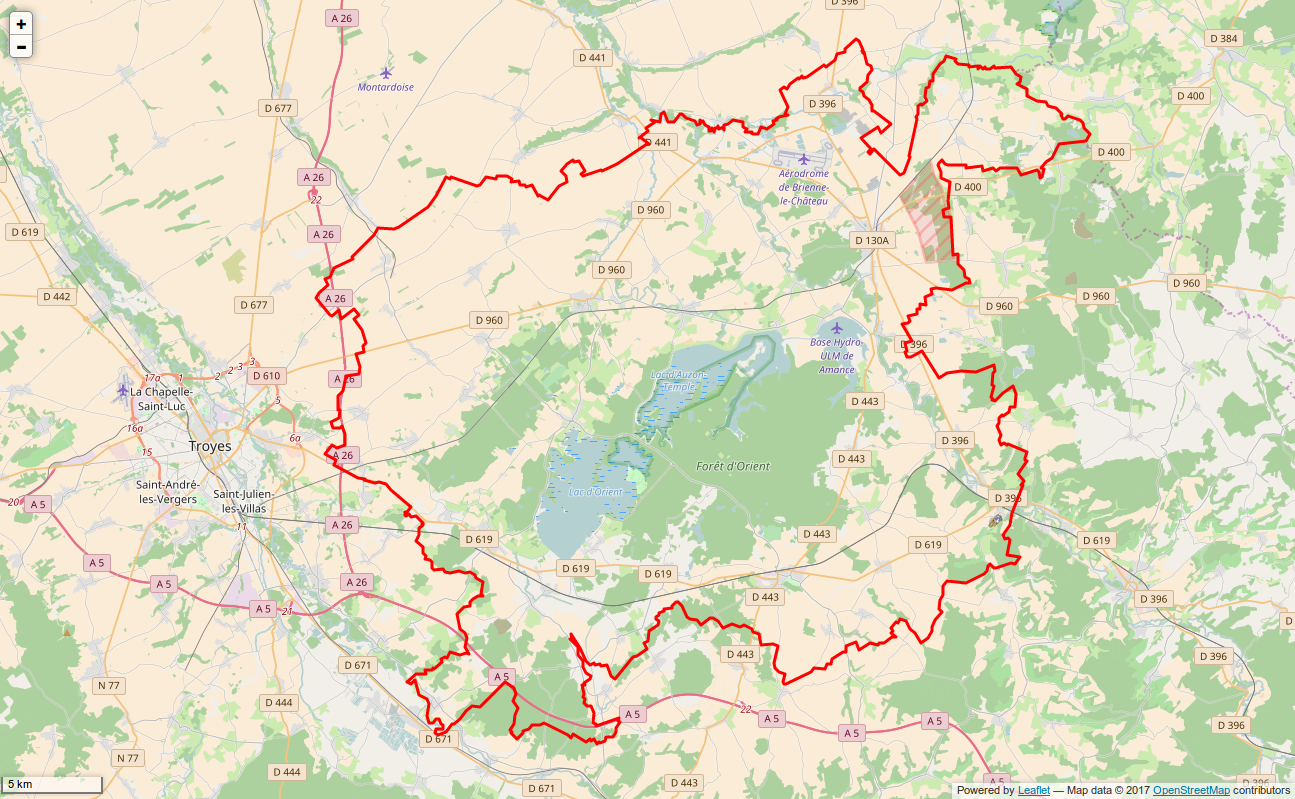
Périmètre du PNR.

D'une superficie de 80 000 ha, il regroupe 58 communes (58 communes signataires de la Charte de 2010-2021) représentant une population d'environ 23 000 habitants.
Ce parc abrite en son sein de grands lacs-réservoirs (5 000 ha), nichés au creux de forêts profondes et encadrés, à l'ouest et à l'est, d'éminences calcaires vallonnées. Sont répertoriés 106 étangs privés où se développe une pêche de grande qualité.  

Ces lacs artificiels font partie du système de régulation du débit de la Seine mis en place depuis le milieu des années 1960. Les ouvrages d'art (digues et canaux d'alimentation, de restitution), sont gérés par l'Institution interdépartementale des barrages réservoirs du bassin de la Seine. Institution de la ville de Paris, ils gèrent également les Lacs du Der-Chantecoq et de Pannecière. La naissance des lacs fait de ce territoire un lieu de passage des oiseaux migrateurs en provenance du nord et en route vers l'Afrique. Le parc comprend aussi 25 000 ha de forêt où prédominent chênes et charmes et dont une grande partie est privée. Le secteur du bois est le premier employeur du territoire.
Il abrite la réserve naturelle nationale de la forêt d'Orient créée en 2002 et la réserve naturelle régionale des prairies humides de Courteranges créée en 2010. Et il fait partie de la plus grande zone humide française d'importance internationale, notamment pour les oiseaux d'eau, au titre de la convention de Ramsar : les étangs de la Champagne humide (255 000 hectares).

## Eléments naturels

Logo du parc

Ce parc est constitué de trois grands lacs artificiels :
- lac Amance : 500 ha,
- lac du Temple : 1 800 ha,
- lac d'Orient : 2 500 ha.

Une activité touristique importante autour des loisirs nautiques s'y est développée, comprenant par exemple motonautisme, baignade, voile ou plongée.
Ces vastes plans d'eau sont aussi, lors des grandes migrations, une importante escale pour des milliers d'oiseaux : cigognes noires, grues cendrées, canards, oies sauvages, rapaces...
À noter que le lac Amance est le plus grand lac d'Europe pour le motonautisme, et le lac du Temple est le plus grand espace d'Europe dépourvu d'équipement nautique.